# Myiagra rubecula
Monarca-plúmbeo ou papa-moscas-plúmbeo (Myiagra rubecula) é uma espécie de ave da família Monarchidae.
Pode ser encontrada nos seguintes países: Austrália, Indonésia e Papua-Nova Guiné.
Os seus habitats naturais são: florestas de mangal tropicais ou subtropicais.